# Sebastian Schindzielorz
Sebastian Schindzielorz (ur. 21 stycznia 1979 w Krapkowicach) – były niemiecki piłkarz występujący na pozycji pomocnika.

## Kariera klubowa
Schindzielorz urodził się w Polsce, ale w wieku 6 lat emigrował z rodziną do Niemiec Zachodnich. W wieku 9 lat rozpoczął treningi w drużynie VfL Bochum. Przed sezonem 1998/1999 został włączony do jego pierwszej drużyny, grającej w Bundeslidze. W tych rozgrywkach zadebiutował 26 września 1998 roku w wygranym 3:2 meczu z 1. FC Kaiserslautern. Od czasu debiutu w Bochum, Schindzielorz stał się jego podstawowym graczem. 16 października 1998 w przegranym 1:2 pojedynku z TSV 1860 Monachium strzelił pierwszego gola w trakcie gry w Bundeslidze. W sezonie 1998/1999 zajął z klubem 17. miejsce w lidze i spadł z nim do drugiej ligi. Po roku Bochum powrócił do Bundesligi, jednak w następnym sezonie ponownie spadł z niej. W 2002 roku powrócił z zespołem do Bundesligi.
W 2003 roku Schindzielorz podpisał kontrakt z beniaminkiem Bundesligi, 1. FC Köln. W jego barwach zadebiutował 3 sierpnia 2003 w przegranym 0:1 meczu z Borussią Mönchengladbach. Po rozegraniu dwóch spotkań w nowym klubie, Schindzielorz doznał złamania kości śródstopia, co wykluczyło go z gry do końca sezonu, w którym jego klub spadł do 2. Bundesligi. W 2005 roku powrócił z klubem do Bundesligi.
W sierpniu 2006 roku Schindzielorz odszedł do norweskiego Startu. W Tippeligaen pierwszy mecz zaliczył 10 września 2006 przeciwko Lillestrøm SK (2:0). W Starcie grał przez pół roku. W tym czasie rozegrał tam 5 ligowych spotkań. W styczniu 2007 odszedł z klubu. Jego kolejną drużyną został grecki Levadiakos, z którym kontrakt podpisał w lipcu 2007. Debiut w lidze greckiej zanotował 2 września 2007 roku w przegranym 1:2 meczu z Halkidona FC. W Levadiakosie spędził jeden sezon.
Latem 2008 r. przeszedł do VfL Wolfsburg. Większość sezonu 2008/2009 spędził w jego czwartoligowych rezerwach, a w pierwszej drużynie rozegrał sześć spotkań. Z klubem zdobył także mistrzostwo Niemiec.

## Kariera reprezentacyjna
Schindzielorz rozegrał 16 spotkań i zdobył jedną bramkę w reprezentacji Niemiec U-21.